# Stamdvärgspindel
Stamdvärgspindel (Thyreosthenius parasiticus) är en spindelart som först beskrevs av Westring 1851.  Stamdvärgspindel ingår i släktet Thyreosthenius och familjen täckvävarspindlar. Arten är reproducerande i Sverige. Inga underarter finns listade i Catalogue of Life.